# Эротическая фотография
Эроти́ческая фотогра́фия — жанр художественной фотографии. Фотографии в этом жанре эротичны или даже с сексуальным подтекстом или сексуально-провокационного характера. Эротическая фотография обычно постановочная, объект неподвижен. Хотя субъекты эротических фотографий обычно полностью или почти раздеты, это не обязательное требование. Эротические фотографии следует отличать от просто обнажённых фотографий, где объекты обнажены, но не обязательно находятся в эротичном положении или обстановке, и порнографических фотографий, которые носят «сексуально-откровенный» характер (фокусируются на гениталиях и/или половом акте). Порнографические фотографии обычно не претендуют на какую-либо художественную или эстетическую ценность.
Эротические фотографии, как правило, предназначены для коммерческого использования, например в серийно выпускаемых календарях, на пинапах и в мужских журналах, как Penthouse и Playboy, но иногда такого рода фотографии создаются одним партнёром для другого. Субъектами эротических фотографий могут быть профессиональные модели, знаменитости или любители. Очень немногие из известных артистов позировали обнажёнными для фотографий. Первой знаменитостью, позировавшей для фотографии в обнажённом (для того времени) виде, считается театральная актриса Ада Айзекс Менкен (1835—1868). Её фотография в боди и чем-то из лёгкой ткани, что Марк Твен сравнил с подгузником, теперь считается первым звёздным пинапом в истории. С другой стороны, в будущем ряд известных кинозвёзд позировали для пинапов (женщины) и/или их активно продвигали в области фотографии или других художественных форм как секс-символов. Традиционно субъектами эротических фотографий являются женщины, хотя с 1970-х годов публикуются и эротические фотографии мужчин.